# Bodsjö distrikt
Bodsjö distrikt är ett distrikt i Bräcke kommun och Jämtlands län. Distriktet ligger omkring Bodsjö i sydöstra Jämtland. 

## Tidigare administrativ tillhörighet
Distriktet inrättades 2016 och utgörs av Bodsjö socken i Bräcke kommun.
Området motsvarar den omfattning Bodsjö församling hade 1999/2000.

## Tätorter och småorter
I Bodsjö distrikt finns en småort men inga tätorter. 

### Småorter
- Hunge